# سیارک ۳۰۰۸
سیارک ۳۰۰۸ (به انگلیسی: 3008 Nojiri، نامگذاری:1938WA) سه هزار و هشتمین سیارک کشف شده‌است که در ۱۷ نوامبر ۱۹۳۸ و در هایدلبرگ کشف شد.
قدر مطلق سیارک برابر ۱۲٫۰۰ است.